# Forza (spelserie)
Forza är en serie datorspel i racinggenren till utgiven av Xbox Game Studios till Xbox och Windows sedan 2005.  I december 2016 hade serien sålt 16 miljoner exemplar.
Serien är uppdelad i två delar; simracingserien Forza Motorsport som utvecklas av Turn 10 Studios och Forza Horizon av Playground Games.
I Januari 2025 meddelades det att Forza Horizon 5 skulle släppas till Playstation 5 senare under våren. Det skulle bli första gången ett spel i serien släpptes till en Playstationkonsol.

## Spel i serien

### Motorsport
- Forza Motorsport (2005)
- Forza Motorsport 2 (2007)
- Forza Motorsport 3 (2009)
- Forza Motorsport 4 (2011)
- Forza Motorsport 5 (2013)
- Forza Motorsport 6 (2015)
- Forza Motorsport 7 (2017)
- Forza Motorsport (2023) [2]

### Horizon
- Forza Horizon (2012)
- Forza Horizon 2 (2014)
- Forza Horizon 3 (2016)
- Forza Horizon 4 (2018)
- Forza Horizon 5 (2021) [7]

### Spin-offs
- Forza Street (2019-2022) [8][9][10]
- Forza Customs (2023) [11]